# ブール＝ラ＝レーヌ
ブール＝ラ＝レーヌ （Bourg-la-Reine）は、フランス、イル＝ド＝フランス地域圏、オー＝ド＝セーヌ県のコミューン。

## 地理
ビエーヴル川左岸にあるブール＝ラ＝レーヌは、南をアントニー、北西をバニュー、北東をカシャン、東をライ＝レ＝ローズ、南と西をソーと接する。

## 交通
- 道路 - N20
- 鉄道 - RER B線ブール＝ラ＝レーヌ駅。

## 由来
12世紀初頭、ブルグム・レギナエ（Burgum Reginæ）の名で呼ばれていた。多くの仮説で取り上げられる、王妃（La Reine）にまつわるという由来は疑問視されている。フランス革命時代、短期間ブール＝エガリテ（Bourg-Egalité）と改名させられていた。

## 歴史
1247年、サント＝ジュヌヴィエーヴ修道院の聖職者であるモレオンのトマがブール＝ラ＝レーヌの領主となり、住民を農奴の身分から解放した。
ブール＝ラ＝レーヌの近くにはハンセン病患者の共同体があり、ビュルビエンヌ（Bulbienne）の名で呼ばれていた。シャルル9世はビュルビエンヌをパリのオテル・デュー（病院）に与えた。1564年、ビュルビエンヌは取り壊された。
1152年にモンマルトル修道院が建てた教会は、ユグノー戦争中の1567年にユグノーに略奪され放火され、廃墟となった。1600年、コミューンは市街を城壁で囲む許しをもらった。コミューンへ入るためもうけられた2箇所の門は、19世紀まで残っていた。
アンリ4世はブール＝ラ＝レーヌに広い庭園を備えたカントリー・ハウスを建て、愛妾ガブリエル・デストレに与えた。1722年、ルイ15世はこの館をスペイン王女へ与えた。
19世紀まで、ブール＝ラ＝レーヌでは陶器製造が盛んであった。

## 姉妹都市
- ケニルワース、イギリス
- レギン（英語版）、ルーマニア
- モンハイム・アム・ライン、ドイツ
- 延慶区、中国

## 出身の有名人
- エヴァリスト・ガロア : 数学者。
- ドロテ : 歌手、女優。生まれはパリだが幼少期をブール＝ラ＝レーヌで過ごす。
- ローラン・ギヨー : 元サッカー選手、現サッカー指導者。
- モビト・ディアキテ : サッカー選手。